# Аренсбёк
Аренсбёк (нем. Ahrensbök) — община в Германии, в земле Шлезвиг-Гольштейн.
Входит в состав района Восточный Гольштейн.  Население составляет 8443 человека (на 31 декабря 2010 года). Занимает площадь 95,37 км². В коммуне находятся руины картезианского аббатства.